# Vichai Rachanon
Vichai Rachanon, auch: Vichai Khodpo (thailändisch วิชัย ราชานนท์, วิชัย ขัดโพธิ์; * 3. März 1968 im Amphoe Nong Ruea, Khon Kaen, Nordost-Thailand) ist ein ehemaliger thailändischer Boxer. Vichai war Bronzemedaillengewinner der Asienspiele 1990 und 1994 und der Olympischen Spiele 1996 und Asienmeister 1991 und 1992. Außerdem war er Teilnehmer der Olympischen Spiele 1988 und 1992.

## Karriere
1988 nahm Vichai an den Olympischen Spielen in Seoul teil, schied jedoch im Fliegengewicht (-51 kg) startend bereits im ersten Kampf gegen Andy Agosto, Puerto Rico (5:0), aus.
1990 belegte Vichai die den dritten Platz bei den Asienspielen in Peking und 1991 gewann er die Südostasienspiele in Manila. Im selben Jahr wurde er auch Asienmeister und qualifizierte sich für die Olympischen Spiele 1992. 1992 wurde Vichai nochmals Asienmeister, bevor er bei den Olympischen Spielen in Barcelona bereits im ersten Kampf gegen Mario Loch, Deutschland, aufgrund einer Verletzung ausschied. Das Jahr beendete Vichai mit dem Gewinn der Militärweltmeisterschaften.
Bei den Südostasienspielen 1993 belegte Vichai den zweiten Platz und beim Weltcup in Bangkok im Jahr darauf schlug er unter anderem Waldemar Font, Kuba (12:9), bevor er im Finale gegen Rovshan Huseynov, Aserbaidschan (15:10), verlor. Außerdem gewann Vichai 1995 die Bronzemedaille bei den Asienspielen in Hiroshima und die Silbermedaille bei den Militärweltmeisterschaften in Rom. 1996 nahm Vichai zum dritten Mal an den Olympischen Spielen teil und feierte hierbei seinen größten Erfolg. Nach Siegen über Claude Lambert, Kanada (12:2), Carlos Barreto, Venezuela (14:6), und Hicham Nafil, Marokko (13:4), und einer Halbfinalniederlage gegen Istvan Kovacs, Ungarn (12:7), gewann er die Bronzemedaille im Bantamgewicht (-54 kg).
Nach einem weiteren Sieg bei den Südostasienspielen 1995 beendete Vichai seine Karriere.

## Quelle
- amateur-boxing.strefa.pl

| Personendaten    | Personendaten               |
| ---------------- | --------------------------- |
| NAME             | Vichai Rachanon             |
| ALTERNATIVNAMEN  | Vichai Khodpo               |
| KURZBESCHREIBUNG | thailändischer Boxer        |
| GEBURTSDATUM     | 3. März 1968                |
| GEBURTSORT       | Amphoe Nong Ruea, Khon Kaen |